# Afrocyclops sparsa
Afrocyclops sparsa is een eenoogkreeftjessoort uit de familie van de Cyclopidae. De wetenschappelijke naam van de soort is voor het eerst geldig gepubliceerd in 1974 door Dussart.